# Іглоополь (Дембиця)
Народний спортивний клуб «Іглоополь» Дембиця (пол. Ludowy Klub Sportowy Igloopol Dębica) — польський футбольний клуб з міста Дембиця, заснований у 1978 році. Виступає у Четвертій лізі. Домашні матчі приймає на Міському стадіоні, місткістю 700 глядачів.